# Мышецкое (усадьба)
Мышецкое (также Ново-Озерецкое) ― утраченная усадьба, располагавшаяся в 12 километрах от железнодорожной станции Сходня, Московская область. Сохранились остатки парка с прудом. Со второй трети XVII века принадлежала князьям Мышецким, в 1700―1731 годах ― дворянам Нарышкиным, после чего сменила несколько хозяев, включая поэта-партизана Дениса Давыдова и коллежского советника Платона Голубкова. После 1917 года усадебные постройки были утрачены, а в 1930-х годах была снесена усадебная Покровская церковь.

## Описание
Усадьба располагалась в 12 километрах от железнодорожной станции Сходня. Все постройки имения утрачены, сохранились остатки парка с прудом. Альтернативное название усадьбы ― Ново-Озерецкое.

## История
Во второй трети XVII века территория усадьбы стала вотчиной князя Ефима Мышецкого и после этого принадлежала его роду. В 1685 году на территории имения была возведена Покровская церковь. В 1700―1731 годах Мышецким владели Кирилл Нарышкин и его потомки, в 1731―1754 годах ― помещики Степановы. В 1767 году усадьба перешла в собственность капитана И. И. Илларионова, в 1785 году ― А. В. Илларионовой. В 1792 году владелицей Мышецкого стала А. И. Шеншина. На рубеже XVIII и XIX веков имением владел поручик А. В. Головин. В 1812 году владельцем усадьбы был А. Д. Арсеньев, после него ― поэт-партизан Денис Давыдов. В 1847 году Покровская церковь получила приделы, колокольню и ограду. В середине XIX века Мышецким владел коллежский советник Платон Голубков, после него ― помещица П. И. Кушакевич, с конца XIX века до революции 1917 года ― купец А. Т. Денисов и его потомки. Вскоре после революции 1917 года были утрачены усадебные постройки, в 1930-х годах была снесена усадебная церковь.